# Белгија на Европском првенству у атлетици у дворани 1971.
Белгија је учествовала на 2. Европском првенству у атлетици у дворани 1971. одржаном у Софији, Бугарска, 13. и 14. марта. Репрезентацију Белгије у њеном другом учешћу на европским првенствима у дворани представљао је шест спортиста (5 мушкраца и 1 жена) који су се такмичио у седам толико 4. мушких и 2 женске.
На овом првенству Белгија није освојила ниједну медаљу.
У табели успешности (према броју и пласману такмичара који су учествовали у финалним такмичењима (првих 8 такмичара)) Белгија је са једним представником делила са Грчком и Југославијом 18. место са 4 бода, од 21 земље које су имале представнике у финалу. На првенству су учествовале 23 земаље чланица ЕАА. Једино Турска и Данска нису имале представника у финалу.
| Плас. | Земља   | 1. место | 2. место | 3. место | 4. место | 5. место | 6. место | 7. место | 8. место | Бр. финал. - Бод. |
| ----- | ------- | -------- | -------- | -------- | -------- | -------- | -------- | -------- | -------- | ----------------- |
| =18.  | Белгија | −        | −        | −        | −        | 1 − 4    | −        | −        | −        | 1 − 4             |

## Учесници
| Бр. | Дисциплина | Мушкарци            | Жене                 | Укупно |
| --- | ---------- | ------------------- | -------------------- | ------ |
| 1.  | 60 м       | Ромен Рулс          | Francine van Assche  | 2      |
| 2.  | 400 м      |                     | Francine van Assche² |        |
| 3.  | 800 м      | Ерик Рејгарт        |                      | 1      |
| 4.  | 1.500 м    | Едмонд ван Хаувенис |                      | 1      |
| 4.  | 3.000 м    | Едмонд Салве        |                      | 1      |
| 6.  | Скок удаљ  | Филип Housiaux      |                      | 1      |
|     | Укупно (6) | 5                   | 1                    | 6      |

- Број уз име такмичара означава у колико је дисциплина учествовао/ла.

## Резултати

### Мушкарци
| Атлетичар           | Дисциплина | Лични рекорд | Квалификације | Квалификације | Полуфинале | Полуфинале | Финале               | Финале      | Детаљи |
| Атлетичар           | Дисциплина | Лични рекорд | Резултат      | Место         | Резултат   | Место      | Резултат             | Место       | Детаљи |
| ------------------- | ---------- | ------------ | ------------- | ------------- | ---------- | ---------- | -------------------- | ----------- | ------ |
| Ромен Рулс          | 60 м       |              | 6,9           | 2. у гр. 3 КВ | 6,8        | 5. у пф 1  | Није се квалификовао | 9./ 15 (16) |        |
| Ерик Рејгарт        | 800 м      |              | 1:56,5        | 6. у гр. 3    |            |            | Није се квалификовао | 10. /12     |        |
| Едмонд ван Хаувенис | 1.500 м    |              | 4:00,6        | 6. у гр. 1    |            |            | Није се квалификовао | 23./24      |        |
| Едгар Салве         | 3.000 м    |              | 8:52,0        | 8. у гр. 1    |            |            | Није се квалификовао | 15./15      |        |
| Филип Housiaux      | скок удаљ  |              |               |               |            |            | 7,70                 | 5./17       |        |

### Жене
| Атлетичар           | Дисциплина | Лични рекорд | Квалификације | Квалификације | Полуфинале            | Полуфинале            | Финале                | Финале  | Детаљи |
| Атлетичар           | Дисциплина | Лични рекорд | Резултат      | Место         | Резултат              | Место                 | Резултат              | Место   | Детаљи |
| ------------------- | ---------- | ------------ | ------------- | ------------- | --------------------- | --------------------- | --------------------- | ------- | ------ |
| Francine van Assche | 60 м       |              | 7,8           | 5. у гр. 1    | Није се квалификовала | Није се квалификовала | Није се квалификовала | 18./ 24 |        |
| Francine van Assche | 400 м      |              | 57,5          | 4. у гр. 1    | Није се квалификовала | Није се квалификовала | Није се квалификовала | 13. /14 |        |

## Биланс медаља Белгије после 2. Европског првенства у дворани 1970—1971.
|                                               | Земља                                         |                                               |                                               |                                               |                                               |                                               |
| Белгија није освајала медаље на ЕП у дворани. | Белгија није освајала медаље на ЕП у дворани. | Белгија није освајала медаље на ЕП у дворани. | Белгија није освајала медаље на ЕП у дворани. | Белгија није освајала медаље на ЕП у дворани. | Белгија није освајала медаље на ЕП у дворани. | Белгија није освајала медаље на ЕП у дворани. |
| --------------------------------------------- | --------------------------------------------- | --------------------------------------------- | --------------------------------------------- | --------------------------------------------- | --------------------------------------------- | --------------------------------------------- |

|                                        | Атлетичар                              | Земља                                  |                                        |                                        |                                        |                                        |
| Није било вишеструких освајача медаља. | Није било вишеструких освајача медаља. | Није било вишеструких освајача медаља. | Није било вишеструких освајача медаља. | Није било вишеструких освајача медаља. | Није било вишеструких освајача медаља. | Није било вишеструких освајача медаља. |
| -------------------------------------- | -------------------------------------- | -------------------------------------- | -------------------------------------- | -------------------------------------- | -------------------------------------- | -------------------------------------- |